# Thierry Perriot
Thierry Perriot, né en 1968, est un ancien joueur de basket-ball professionnel français. Il mesure 2,04 m.

## Clubs
En tant que joueur
- 1987 - 1990 :  Reims (N 1 A puis N 1 B puis N 1 A)
- 1990 - 1991 :  Proville (Nationale 2)
- 1991 - 1993 :  Vienne (Nationale 2)
- 1993 - 1995 :  Chalon-sur-Saône (Nationale 2 puis Pro B)
- 1995 - 1996 :  Bourg-en-Bresse (Nationale 2)
- 1996 - 1997 :  Vonnas (Nationale 3)
- 1997 - 1999 :  Prissé Mâcon (Nationale 1)
- 1999 - 2002 :  Charnay-lès-Mâcon (régional)

En tant qu'entraîneur
- 2002 - 2005 :  BC Villefranche-sur-Saône (régional)
- 2005 - 2007 :  BC Quincié-en-Beaujolais (régional)

## Palmarès
- Vainqueur du trophée du futur et champion de France espoirs avec Reims Champagne Basket en 1988
- Champion de France de Nationale 2 en 1994 et 1996

## Sources
- Maxi-Basket